# Trabzonspor Basketball
Le Trabzonspor Basketball est un club turc de basket-ball évoluant en première division turque. Le club est domicilié dans la ville de Trabzon.

## Historique
En octobre 2018, le club annonce son retrait du championnat pour la saison 2018-2019 pour des raisons financières.
À l'issue de la saison 2024-2025, le club est promu en première division, la Basketbol Süper Ligi.

## Palmarès
- Finaliste de l'EuroChallenge 2014-2015
- Champion de 2e division turque : 2010 et 2013

## Entraineurs successifs
- 2014-2016 :  Nenad Marković

## Joueurs célèbres ou marquants
- Birkan Batuk
- Kaya Peker
- Tutku Açık
- - Derrick Obasohan
- Aleksandar Rašić
- Kirk Penney
- Marc Salyers
- Khalid El-Amin
- Jack Cooley
- Jerome Randle
- - Gani Lawal
- Darius Johnson-Odom